# Édouard Zeckendorf
Édouard Zeckendorf   (Lieja, 2 de maig de 1901 - Lieja, 16 de maig de 1983) va ser un metge militar belga, conegut per la seva afició per les matemàtiques.
Zeckendorf va estudiar medicina a la universitat de Lieja i després de graduar-se el 1925 amb les especialitats de cirurgia o obstetricia, va ingressar al cos mèdic de l'exèrcit Belga, on va romandre fins que l'exèrcit va ser dissolt el 1940 per l'ocupació nazi del país i ell va ser fet presoner de guerra. Durant la Segona Guerra Mundial va estar a diferents camps de concentració, assistint mèdicament els presoners aliats. En acabar la guerra, va ser destinat amb les forces de Nacions Unides a la frontera indio-pakistanesa. Va retornar a Lieja on es va retirar amb el rang de coronel.
Zeckendorf no és conegut per la seva faceta professional sinó pels seus treballs matemàtics que feia com aficionat, publicant diversos articles al Bulletin de la Societe Royale des Sciences de Liege. A més, va enunciar el conegut com teorema de Zeckendorf, que diu que qualsevol nombre natural pot ser expressat de forma unívoca per una suma de nombres de Fibonacci no correlatius. Aquest treball va ser reconegut pel matemàtic neerlandès Gerrit Lekkerkerker el 1951.